# Halaelurus boesemani
Espèce
Répartition géographique
Statut de conservation UICN

 VU  : Vulnérable
Halaelurus boesemani est une espèce de requins.